# Едуардо Коста
Едуардо Насіменто Коста (порт. Eduardo Nascimento Costa, нар. 23 вересня 1982, Флоріанополіс, Бразилія) — бразильський футболіст, що грав на позиції півзахисника. Дворазовий володар Кубка Бразилії, володар Кубка французької ліги, володар Кубка Іспанії з футболу.
Виступав, зокрема, за клуби «Бордо», «Еспаньйол», а також національну збірну Бразилії.

## Клубна кар'єра
Народився 23 вересня 1982 року в місті Флоріанополіс. Вихованець футбольної школи клубу «Греміо». Дорослу футбольну кар'єру розпочав 2000 року в основній команді того ж клубу, в якій провів один сезон, взявши участь в 11 матчах чемпіонату.
Своєю грою за цю команду привернув увагу представників тренерського штабу клубу «Бордо», до складу якого приєднався 2001 року. Відіграв за команду з Бордо наступні три сезони своєї ігрової кар'єри. Більшість часу, проведеного у складі «Бордо», був основним гравцем команди.
Згодом з 2004 по 2012 рік грав у складі команд клубів «Марсель», «Еспаньйол», «Греміо», «Сан-Паулу», «Монако» та «Васко да Гама».
Завершив професійну ігрову кар'єру у клубі «Аваї», за команду якого виступав протягом 2013—2015 років.

## Виступи за збірну
Протягом 2001–2003 років викликався до лав національної збірної Бразилії. Протягом кар'єри у національній команді провів у формі головної команди країни 7 матчів.
У складі збірної був учасником розіграшу Кубка Америки 2001 року у Колумбії та розіграшу Кубка конфедерацій 2003 року у Франції.

## Титули і досягнення
- Володар Кубка Бразилії (2):

«Греміо»: 2001
«Васко да Гама»: 2011
- Володар Кубка французької ліги (1):

«Бордо»: 2001—2002
- Володар Кубка Іспанії з футболу (1):

«Еспаньйол»: 2005—2006
- Чемпіон світу (U-17): 1999
- Чемпіон Південної Америки (U-17): 1999
- Чемпіон Південної Америки (U-20): 2001